# Kürthi Sári
Jankovich G. Aladárné Kürthi Sári, született: Fried Sarolta, névváltozat: Kürti Adrien Mária, 1945 előtt Kürthy (Kalocsa, 1874. szeptember 29. – Budapest, 1978. május 1.) magyar színésznő.

## Élete
Fried Jakab és Lőwy Fáni leánya. A Színművészeti Akadémián tanult, ahol Paulay Ede, Újházi Ede és Jászai Mari voltak tanárai. 1894-től Szabadkán, Székesfehérvárott, Sopronban és Kecskeméten játszott. 1896. augusztus 2-án Budapesten, az Erzsébetvárosban házasságot kötött Jankovich Gaston Aladár zentai születésű segédkönyvelővel. 1901-ben a Vígszínház művésznője lett, 1939-ig szerepelt itt kisebb megszakításokkal. 1904–1906-ban fellépett a Thália Társasággal, 1925-től a Magyar Rádióban is szerepelt. Fedák Sárival is turnézott, s szerepelt a Berliner Theaterben is. 1939-től származása miatt nem engedték játszani, 1942-ben visszavonult. 1945 után nem játszott színpadon. Legjobb barátnője, Fedák Sári 1946-os népbírósági perében dicstelen szerepet vállalt. 98 éves korában újra feltűnt Makk Károly Macskajáték című filmjében, valamint 99 évesen Shakespeare III. Richárdjának televíziós filmváltozatában szerepelt. Idős korában az Ódry Árpád Színészotthonban lakott. Rendkívül gyorsan tudott szöveget tanulni, híres volt beugrásairól. Pályafutása kezdetén drámai szendéket alakított, majd áttért a karakterszerepekre. 1978. május 10-én helyezték örök nyugalomra a Farkasréti temetőben.

## Fontosabb színházi szerepei
- Jessica (William Shakespeare: A velencei kalmár)
- Muskátné (Molnár Ferenc: Liliom)
- Dili (Herczeg Ferenc: Ocskay brigadéros)